# Hokej na ledu na Zimskih olimpijskih igrah 1998
Hokej na ledu je bil na Zimskih olimpijskih igrah 1998 devetnajstič olimpijski šport, prvič pa je potekal tudi za ženske. Hokejski olimpijski turnir je potekal med 7. in 21. februarjem 1998. Zlato medaljo je v moški konkurenci osvojila češka reprezentanca, srebrno ruska, bronasto pa finska, v konkurenci štirinajstih reprezentanc, na ženskem hokejskem olimpijskem turnirju pa je zlato medaljo osvojila ameriška reprezentanca, srebrno kanadska, bronasto pa finska, v konkurenci šestih reprezentanc.

## Moški
| Zlato | Srebro | Bron |
| Češka | Rusija | Finska |
| Josef Beránek Jan Čaloun Roman Čechmánek Jiří Dopita Roman Hamrlík Dominik Hašek Milan Hejduk Jaromír Jágr František Kučera David Moravec Pavel Patera Libor Procházka Martin Procházka Robert Reichel Martin Ručinský Vladimír Růžička Jiří Šlégr Richard Šmehlík Jaroslav Špaček Petr Svoboda Robert Lang | Pavel Bure Valerij Bure Mihail Štalenkov Aleksej Gusarov Aleksej Jašin Dimitrij Juškevič Aleksej Žamnov Aleksej Žitnik Valerij Kamenski Darius Kasparaitis Andrej Kovalenko Igor Kravčuk Sergej Krivokrasov Boris Mironov Dimitrij Mironov Aleksej Morozov Sergej Nemčinov German Titov Andrej Trefilov Oleg Ševcov Sergej Gončar Sergej Fjodorov | Teemu Selänne Aki Berg Tuomas Grönman Raimo Helminen Sami Kapanen Saku Koivu Jari Kurri Janne Laukkanen Jere Lehtinen Juha Lind Jyrki Lumme Jarmo Myllys Mika Nieminen Janne Niinimaa Teppo Numminen Ville Peltonen Kimmo Rintanen Ari Sulander Jukka Tammi Esa Tikkanen Kimmo Timonen Antti Törmänen Juha Ylönen |

### Končni vrstni red
1. Češka
2. Rusija
3. Finska
4. Kanada
5. Švedska
6. ZDA
7. Belorusija
8. Kazahstan
9. Nemčija
10. Slovaška
11. Francija
12. Italija
13. Japonska
14. Avstrija

## Ženske
| Zlato | Srebro | Bron |
| ZDA | Kanada | Finska |
| Chris Bailey Laurie Baker Alana Blahoski Lisa Brown-Miller Karyn Bye Colleen Coyne Sara Decosta Tricia Dunn Cammi Granato Katie King Shelley Looney Sue Merz Allison Mleczko Tara Mounsey Vicki Movsessian Angela Ruggiero Jenny Potter Sarah Tueting Gretchen Ulion Sandra Whyte | Jennifer Botterill Therese Brisson Cassie Campbell Judy Diduck Nancy Drolet Lori Dupuis Danielle Goyette Geraldine Heaney Jayna Hefford Becky Kellar Katheryn Mccormack Karen Nystrom Lesley Reddon Manon Rheaume Laura Schuler Fiona Smith France St-Louis Vicky Sunohara Hayley Wickenheiser Stacy Wilson | Sari Fisk Kirsi Hanninen Satu Huotari Marianne Ihalainen Johanna Ikonen Sari Krooks Emma Laaksonen Sanna Lankosaari Katja Lehtd Marika Lehtimaki Riikka Nieminen Marja-Helena Palvila Tuula Puputti Karoliina Rantamaki Tiia Reima Katja Riipi Paivi Salo Maria Selin Liisa-Maria Sneck Petra Vaarakallio |

### Končni vrstni red
1. ZDA
2. Kanada
3. Finska
4. Kitajska
5. Švedska
6. Japonska